# Assassinato do indígena Galdino
O assassinato do indígena Galdino refere-se ao crime ocorrido no Brasil em 1997, quando Galdino Jesus dos Santos (Bahia, 1952 – Brasília, 20 de abril de 1997), um líder indígena brasileiro da etnia pataxó-hã-hã-hãe foi a Brasília para tratar de questões relativas à demarcação de terras indígenas no sul do estado da Bahia e acabou por morrer carbonizado após 5 jovens atearem fogo enquanto dorrmia num ponto de ônibus. O crime ocorreu após finalizadas as comemorações do Dia do Índio, quando o líder indígena voltou até a pensão em que estava hospedado e, impedido de entrar por causa do horário,  abrigou-se em uma parada de ônibus na W3 Sul, onde foi vítima de brutal crime cometido por 5 assassinos da alta sociedade de Brasília. O caso de assassinato foi listado pelo portal Brasil Online (BOL, 2015) e a Superinteressante (2015) ao lado de outros crimes que "chocaram" o Brasil.

## Contexto

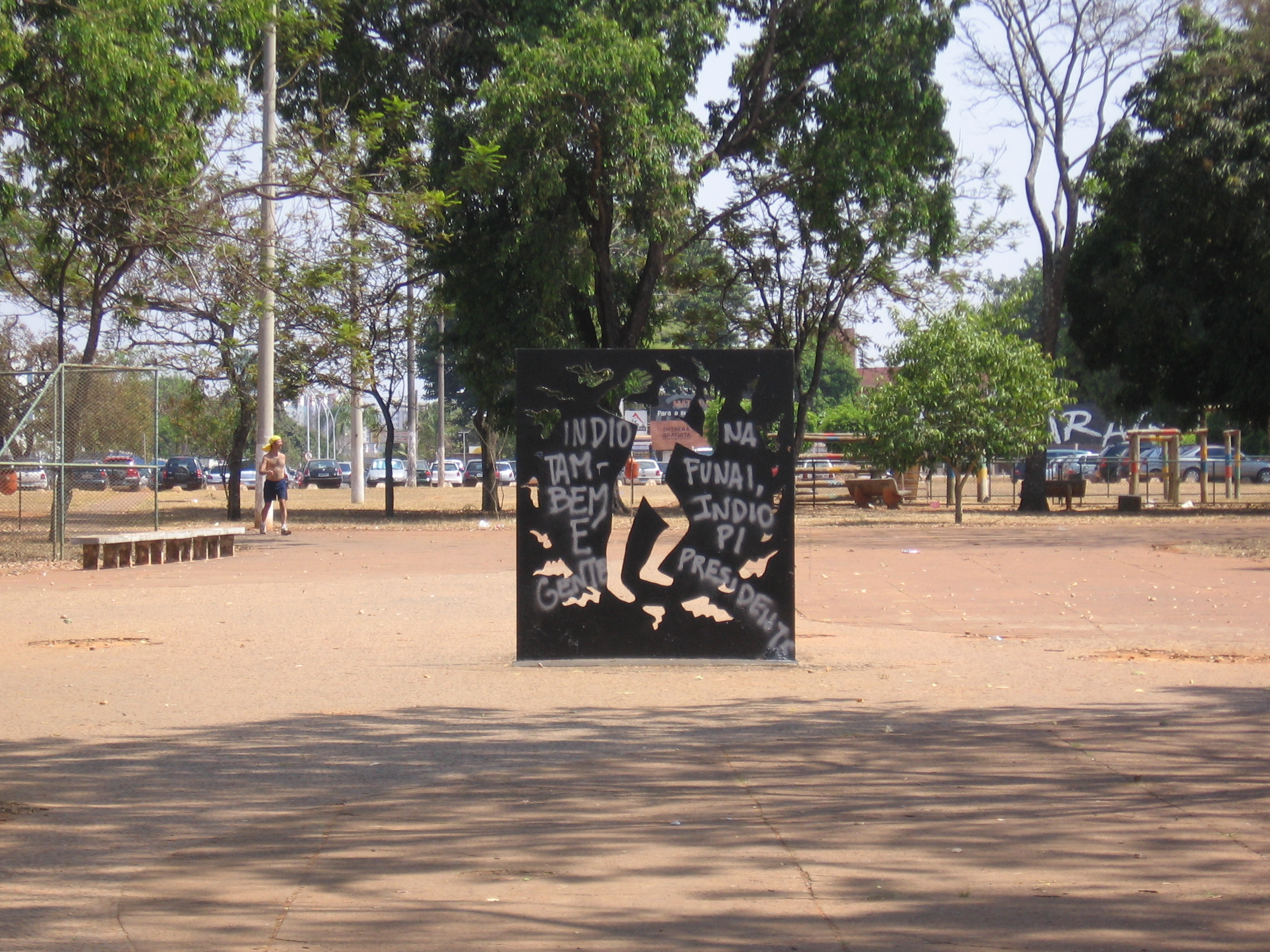
Escultura representando uma pessoa em chamas, na Praça do Compromisso

Galdino, por ocasião das comemorações do Dia do Índio, em 1997, foi à cidade de Brasília, juntamente com outras sete lideranças indígenas, para levar suas reivindicações acerca da recuperação da Terra Indígena Caramuru-Paraguaçu, em conflito fundiário com fazendeiros. Participou de reuniões com o então presidente do Brasil, Fernando Henrique Cardoso, e com outras autoridades. Como chegou tarde das comemorações, não pôde entrar na pensão onde estava hospedado e dormiu em um abrigo de ponto de ônibus perto da pensão.
Entre os conselheiros de sua aldeia, Galdino era um dos que menos viajaram. Esteve em Brasília em 1993, para resolver um incidente entre a Polícia Militar baiana e os pataxós. Naquela sexta-feira, dia 19 de abril de 1997, ele voltou, com um grupo de oito indígenas da aldeia, para participar das comemorações promovidas pela Funai pelo Dia do Índio, em Brasília.

### Assassinato
Na madrugada de 20 de abril de 1997, cinco assassinos da alta classe de Brasília – Max Rogério Alves, Antonio Novely Vilanova, Tomás Oliveira de Almeida, Eron Chaves Oliveira e Gutemberg Nader Almeida Junior, à época, menor de idade – atearam fogo em Galdino enquanto ele dormia. Segundo o texto do processo judicial, o grupo passou pela parada de ônibus onde estava Galdino, foram até um posto de abastecimento para comprar dois litros de combustível e retornaram até a parada de ônibus. Enquanto Eron Chaves de Oliveira e Gutemberg despejavam o líquido no corpo de Galdino, os demais atearam fogo e logo depois fugiram do local. A vítima foi socorrida pelo advogado Evandro Pertence filho do então ministro do STF José Paulo Spúlveda Pertence, e sua namorada Janaína Naoum.A vítima sofreu queimaduras graves em todo corpo e morreu horas depois, por complicações causadas pelas lesões. O crime reavivou discussões importantes sobre a questão das demarcações de terras indígenas e causou protestos em todo o país.

### Julgamento
Em sua defesa, no julgamento realizado em 2001, os assassinos disseram que o objetivo era "dar um susto" em Galdino e fazer uma "brincadeira" para que ele se levantasse e corresse atrás deles. Alegaram, ainda, que chegaram a jogar fora na grama parte do álcool adquirido num posto de gasolina, por não ser necessária toda a quantidade comprada para dar o alegado "susto". Um dos rapazes disse à imprensa que ele e seus amigos haviam achado que Galdino era um mendigo e que, por isso, haviam decidido perpetrar o ato.
Dos cinco envolvidos, um deles, na época do crime, era menor de idade e foi encaminhado para o centro de reabilitação juvenil do Distrito Federal. G.N.A.J. ficou preso por quatro meses, mesmo tendo sido condenado a um ano de reclusão. Os outros quatro foram presos - Tomás Oliveira de Almeida, Max Rogério Alves, Eron Chaves Oliveira e Antônio Novely Cardoso Vilanova. Em 2001, foram condenados pelo júri popular por homicídio doloso (com intenção de matar) a 14 anos de prisão, em regime integralmente fechado.

### Benefícios concedidos aos réus
Pertencentes a famílias de grande poder aquisitivo e influência, desde a prisão os criminosos contaram com regalias a que nenhum outro preso comum tinha direito. Apesar das críticas efetuadas pela promotora Maria José Miranda, que acompanhou o processo nos primeiros cinco anos, os quatro criminosos detidos tinham direito a tomar banho quente e manter cortinas em suas celas, além de ficarem de posse da chave da própria cela. Por motivos desconhecidos, a promotora pediu afastamento do caso pouco tempo antes do julgamento.
Condenados por crime hediondo, Max, Antônio, Tomás e Eron não teriam, à época, direito à progressão de pena ou outros benefícios. A lei prevê, apenas, a liberdade condicional após o cumprimento de 2/3 da pena. Mas, em 2002, a 1ª Turma Criminal fez uma interpretação diferente. Como não há veto a benefícios específicos na lei, os desembargadores concederam autorização para que os quatro exercessem funções administrativas em órgãos públicos.
Em agosto de 2004, foi concedido o livramento condicional aos quatro condenados. Esse benefício foi recepcionado pela opinião pública como um atestado do "caráter volúvel do Poder Judiciário frente à força político-econômica" e revoltou os familiares do índio assassinado. A mídia também noticiou a concessão do benefício, apesar de previsto em lei, como "certeza da impunidade" para um crime considerado hediondo pela legislação brasileira.
No ano de 2013, Gutemberg Nader Almeida Júnior -, tentou se tornar agente e escrivão da Polícia Civil de Goiás. Passou em todos os estágios —prova de conhecimentos, avaliação médica, teste de aptidão física, exame psicotécnico e prova de digitação — e só parou na última, exatamente a investigação de seu passado. Em Goiás, a reprovação ficou sob responsabilidade do Conselho Superior da Polícia Civil. “Nós sabemos desse caso. Temos conhecimento da situação. Foi feita uma análise ampla, profunda e criteriosa da vida dele por parte de nossa equipe. Ele não foi aceito por não apresentar conduta adequada para se tornar um policial civil de Goiás. A palavra final sobre a aprovação é do Conselho Superior da polícia, e o candidato não foi aceito”, explicou o delegado Norton Luiz Ferreira, chefe da comunicação social da corporação.
Em 2014, Gutemberg Nader Almeida Júnior foi aprovado em um concurso para a Polícia Civil do Distrito Federal (PCDF). Após o vazamento da informação na mídia, a PCDF lançou uma nota informando que o candidato não será incorporado ao grupo por ter sido reprovado na etapa de avaliação da vida pregressa e idoneidade moral.
Todos foram aprovados em concursos públicos. Tomás Oliveira é técnico legislativo no Senado Federal. Eron Chaves é agente do Departamento de Trânsito do Distrito Federal. Antônio Novély é servidor da Secretaria de Saúde do Distrito Federal. Max Rogério entrou para o Tribunal de Justiça do Distrito Federal e trabalha em um escritório de advocacia particular. Gutemberg Náder após ser rejeitado pela Polícia Civil do Distrito Federal, em 2014, passou em 2016 no concurso da Polícia Rodoviária Federal onde é agente da corporação. Em 2021, Gutemberg foi nomeado para o cargo de chefia da Divisão de Testes, Qualidade e Implantação da Polícia Rodoviária Federal, cargo comissionado da PRF.

## Homenagens
O local do crime foi rebatizado como Praça do Compromisso e, lá, foram colocadas duas esculturas relativas ao assassinato de Galdino: uma delas retrata uma pessoa em chamas e a outra representa uma pomba, o símbolo da paz.